# North West Coastal Highway
Der North West Coastal Highway ist eine Fernstraße im Westen des australischen Bundesstaates Western Australia. Er verbindet den Brand Highway im Fischereihafen Geraldton mit dem Great Northern Highway beim Eisenerzhafen Port Hedland. Die zweispurige Fahrbahn ist 1.340 km lang. 1974 asphaltiert, bildet der Highway zusammen mit dem Brand Highway die Küstenverbindung zwischen Perth und Port Hedland.
Der Highway ist der zweitlängste in Western Australia und verläuft teilweise in sehr einsamen Gegenden. In wirtschaftlicher Hinsicht ist er eine wichtige Verbindung zu den Regionen Mid West, Gascoyne und Pilbara. Die Autobahn fördert die Landwirtschaft und den Fischfang im Mid West und Gascoyne-Outback Coast, die in Pilbara in den Tagebau, Seelsorgestationen und die küstennahe Öl- und Gasproduktion übergehen.

## Verlauf

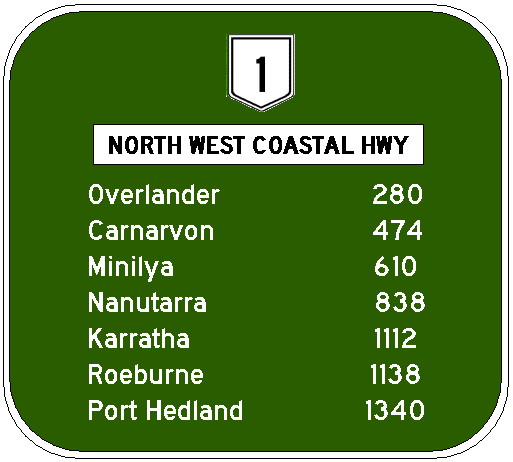
Ungefähre Entfernungen der Städte in Kilometer von Geraldton aus

Zwischen Geraldton und Carnarvon verläuft der Highway durch einsame und trockene Halbwüsten. Auf dieser 400 km langen Strecke gibt es keine einzige Stadt und Rasthäuser sind die einzigen Siedlungen im Gebiet. Es wird Reisenden geraten, ausreichend Trinkwasser mitzunehmen, da die Rasthäuser dieses nicht kostenlos zur Verfügung stellen. An diesem Straßenstück führt eine Abzweigung beim Overlander Roadhouse zur Shark Bay mit der weltberühmten Bucht Monkey Mia.
Carnarvon, die einzige Stadt zwischen Geraldton und Karratha, markiert eine Klimaveränderung. Bananen und andere subtropische Früchte werden dort angebaut. Anders als in den subtropischen Gebieten an der Ostküste ist das Klima wesentlich trockener, und Carnarvon ist außerdem als Western Australias windigster Ort bekannt.
Weiter nördlich passiert der Highway Wüstengebiet und wird sehr flach. Brücken überspannen viele Flüsse. Meistens sind diese Flüsse ausgetrocknet; zwischen November und April jedoch können Wirbelstürme und Regen Mulden mit Wasser füllen. Dies wiederum kann bewirken, dass ausgetrocknete Flüsse in weniger als einem Tag zehn Meter tief werden.
In der Nähe des Minylya Roadhouse befindet sich die Abzweigung zur North-West-Cape-Region, in der sich unter anderem die Ausflugsziele Cape Range National Park, Coral Bay und Exmouth befinden. Exmouth beherbergt auch eine Kommunikationsbasis der US Navy.
Weiter nördlich führt die Straße ins Inland hinein und kreuzt nahe dem Nanutarra Roadhouse den Ashburton River. In der Nähe ist die Zufahrtsstraße zu den Tagebaustädten Tom Price, Paraburdoo und Wittenoom. Nach dem Überqueren der Flüsse Robe River, Fortescue River und Maitland River erreicht die Autobahn Karratha. Karratha, zusammen mit seiner Schwesterstadt Dampier, ist Heimat des North-West-Shelf-Öl- und Gasprojektes. Außerdem ist es der zweitgrößte Eisenerz exportierende Hafen in Pilbara. Ein kleines Stück weiter östlich bildet Roebourne das Tor zu Wickham und Point Samson, dem drittgrößten Eisenerzhafen der Region. Der Highway endet 32 km südwestlich von Port Hedland, dem größten Eisenerzhafen der Region und zugleich der größten Stadt im Nordwesten von Western Australia, und mündet in den Great Northern Highway (N1 / N95) ein.
Die Einsamkeit des Nordwestens kann an der Anzahl der Roadhouses beurteilt werden, die die einzigen Siedlungen auf der Strecke sind. Enorme Entfernungen trennen größere Städte wie Geraldton, Carnarvon und Port Hedland ohne irgendeine Siedlung zwischen den Städten. Der Highway selbst ist nicht besonders interessant, aber er verschafft den Reisenden Zugang zu den besten Touristenattraktionen an der Küste des Indischen Ozeans.